# Ludwig Prandtl
Ludwig Prandtl (Freising, 4. veljače 1875. – Göttingen, 15. kolovoza 1953.), njemački fizičar. Od 1901. profesor mehanike u Hannoveru, a od 1904. u Göttingenu. Od 1925. bio je direktor Instituta cara Vilima za dinamiku fluida (od 1948. Institut Max Planck za dinamiku fluida). Njegovo otkriće (1904.) graničnoga sloja koji se nalazi uz površinu tijela koje se giba kroz zrak ili vodu dovelo je do razvoja prvih aerodinamičkih (i hidrodinamičkih) teorija krila i letenja uopće. 
Po njem je nazvan prizemni sloj Zemljine atmosfere, najviše 100 kilometara (Prandtlov sloj), u kojem brzina vjetra gotovo pravilno raste s visinom po logaritamskom, odnosno eksponencijalnom odnosu; Prandtlov faktor međudjelovanja među krilima zrakoplova dvokrilaca; Prandtlov odnos: {\displaystyle v_{1}\cdot v_{2}=c_{kr}^{2}}, brzina strujanja v1 (tijela koje se giba) i v2 (fluida), uz graničnu kritičnu brzinu ckr; Prandtlova polara, polara induciranog otpora tijela koje se giba kroz fluid izazvana uzgonom koji je posljedica oblika površine tijela u gibanju, i tako dalje. Postavio je jednadžbe za laminarni granični sloj ravninskoga stacionarnog strujanja (Prandtlove jednadžbe). Usavršio je i Pitotovu cijev (danas se naziva i Prandtl-Pitotova cijev), koja služi za precizno mjerenje brzina i većih od brzine zvuka.

## Pitotova cijev
Pitot-cijev ili Pitotova cijev (po francuskom fizičaru Henriju Pitotu, 1695. – 1771.) je mehanička naprava za precizno mjerenje brzine strujanja na temelju razlike tlaka zastoja i statičkoga tlaka koji zbog oblika cijevi nastaju u struji fluida. To je uska, podulja cijev kojoj se ulazni otvor stavlja u struju tekućine, a drugi kraj spaja na tlakomjer (manometar). Plašt cijevi ima na sebi vijenac rupica tako da mjeri statički (p2) i brzinski tlak (pv2/2) strujanja. Uz tu cijev stoji i druga, koja je nakon ulaznog otvora savijena okomito prema smjeru strujanja. Čestice tekućine koje u nju ulijeću zbog okomitog se koljena zaustavljaju, tako da se na drugom kraju mjeri tlak zastoja (p1). Obje cijevi zajedno služe za mjerenje brzine v fluida gustoće ρ, po jednadžbi:
{\displaystyle v={\sqrt {\frac {2(p_{1}-p_{2})}{\rho }}}}
Razlika tlakova omogućuje primjenu cijevi kao brzinomjera (na primjer u zrakoplovstvu).

## Djelovanje podloge na vjetar
Atmosfera se prema djelovanju podloge sastoji od više slojeva:
- prizemni ili Prandtlov sloj (od 50 do 100 m), u kojemu brzina vjetra raste s visinom po logaritamskom ili po eksponencijalnom zakonu, a smjer se vjetra s visinom ne mijenja;
- prijelazni ili Ekmanov sloj (od 500 do 1 500 m), u kojemu brzina vjetra raste s visinom, a na sjevernoj polutki skreće s visinom udesno;
- slobodna atmosfera, u kojoj se utjecaj trenja s podlogom može zanemariti, a smjer vjetra poprima smjer geostrofičkog vjetra.

U unutrašnjem sloju atmosfere s jednolikom stratifikacijom može se promjena brzine vjetra s visinom (do visine 15 - 20 m) dobro aproksimirati s takozvanim logaritamskim zakonom:
{\displaystyle v_{2}=v_{1}\cdot {\frac {\ln z_{2}-\ln z_{0}}{\ln z_{1}-\ln z_{0}}}}
gdje su: v2 i v1 brzine vjetra na visinama z2 i z1, a z0 je parametar hrapavosti podloge, koji je jednak visini nad tlom do koje je brzina vjetra jednaka nuli. Vrijednosti z0 ovisne su o svojstvima podloge, na primjer nad snježnim je pokrivačem z0 = 0,1 - 0,5 mm, nad travom z0 = 10 - 50 mm, a nad zgradama i nekoliko metara.